# Medvěd (Kutavičius)
Medvěd je opera o dvou dějstvích litevského skladatele Broniuse Kutavičiuse na libreto AušryMariji Sluckaitė-Jurašienė na námět povídky Prospera Mérimée Lokis. Skladatel ji napsal na přelomu let 1999 a 2000 na objednávku Litevského národního divadla opery a baletu ve Vilniusu a opera měla premiéru 25. června 2000 v rámci Vilniuského festivalu.

## Vznik a historie opery
Skladatel Bronislav Kutavičius je od 60. let 20. století jednou z nejvýznamnějších postav litevské hudby, která se ve svých skladbách vyhýbá konvencím ideologickým i technickým. Ve své tvorbě často vychází z mytologie (jedním z jeho nejvýznamnějších děl je cyklus pohanských oratorií a považuje hudbu za zprostředkovatele mezi mystickým tajemstvím a posluchačem.
I když jeho instrumentální sklady mají často divadelní prvky, ke scénické tvorbě se Kutavičius obrátil přímo až později a dlouho mimo tradiční operní prostředí: první jeho operou byla dětská opera Kostnatý stařec na železné hoře (Kaulo senis ant geležinio kalno, 1976), druhá opera Drozd, zelený pták (Strazdas žalias paukštis, 1981) byla napsána pro kaunaské činoherní divadlo. Pak ale Kutavičius zatoužíl po skutečné opeře: „Na seznamu mých děl je mnoho netradičních věcí: […] opera, která není jako opera, symfonie, která není jako symfonie, i můj smyčcový kvartet je docela netypický. Pak jsem se na sebe rozzlobil – tak dokážu napsat něco tradičnějšího, nebo ne? Po asi deset let jsem choval sen napsat hezkou romantickou operu, která by potěšila každého operního návštěvníka.“
Impulzem k uskutečněné této myšlenky byla zakázka, kterou Kutavičiusovi roku 1999 pro Vilniuský festival zadali režisér Jonas Jurašas a exilová spisovatelka Aušra Marija Sluckaitė-Jurašienė, která napsala libreto. To bylo skladateli podle jeho vzpomínek zpočátku poněkud cizí a vůbec skutečnost, že je nevybral jako obvykle sám, jej brzdila, pak se ale do kompozice ponořil a v na počátku roku 2000 ji dokončil.
Mériméova povídka Lokis je umístěna na venkovské sídlo v okrajových končinách Litvy, což pro francouzského spisovatele poloviny 19. století představovalo „odlehlé místo na okraji civilizace, svět pohanského čarodějnictví a magie, kde se vzdělanost sráží s barbarstvím, kde křesťanství bojuje s pohanstvím, kde se odehrávají hrůzostrašné příhody“. Kritik David Hurwitz námět přirovnává ke gotickému hororu. I když povídka těží z kontrastu mezi křesťanstvím a přetrvávajícím pohanstvím, které Kutavičiuse vždy zajímalo, nesoustředil se ve své opeře na tento aspekt, ale spíše na otázku konfliktu lásky a osudu.
Premiéra se konala 25. června 2000 v Litevském národním divadle opery a baletu v rámci Vilniuského festivalu. Režii měl Jonas Jurašas, výpravu navrhl sochař Mindaugas Navakas, kostýmy Sandra Straukaitė a choreografkou byla Andželika Cholina. Opera byla „nepochybně nejdychtivěji očekávanou litevskou premiérou koncertní sezóny“ a „nejen vzbudila neuvěřitelné nadšení a kontroverzní diskuse ze strany veřejnosti a pořadatelů, ale také fascinovala pokusem smířit zdánlivě nesmiřitelné věci“, tj. Kutavičiusův abstraktní, postindustriální, mystický hudební jazyk se zásadně realistickým námětem a strukturou opery. Medvěd byl znovu proveden na 10. festivalu soudobé hudby 'Gaida' v říjnu téhož roku a při té příležitosti byla pořízena nahrávka, kterou později vydala finská firma Ondine. V roce 2005 s Medvědem vilniuské divadlo hostovalo ve Varšavě.)
Již roku 1997 napsal podle stejné Mériméovy povídky balet Lokis skladatel Jurgis Juozapaitis.

## Charakteristika opery
Jak Kutavičius říká, chtěl text „zhudebnit bez jakýchkoli avantgardismů, skladba měla zkrátka podléhat kánonu tradiční opery. Do důsledku se mi to samozřejmě nepodařilo, ale cosi na tento způsob vzniklo.“ Přes proklamovaný vzor v romantické opeře 19. století není tedy hudba Medvěda romantická, ale spojuje řadu různých hudebních idiomů. Vystupují zde parafráze archaické litevské taneční struktury (kola), lidové písně z okolí Klaipėdy, protestantský chorál, polonéza, stylizované operní recitativy, to vše na podkladě vlastního, soudobého idiomu skladatele.
Opera má komorní rozměr, má árie, ariosa, recitativy, sbory i orchestrální a tanční části, ale vesměs velmi krátké a následující po sobě v rychlém dramatickém sledu.(booklet) Spád děje je umocňován hudební dramaturgií, jejímiž nejvýraznějšími body jsou ponurý začátek – v nejhubších registrech sboru i orchestru – a kulminace obou dějství v tajemné lesní scéně (1.) a horečném svatebním veselí (2.). Hlavní hrdinové (hrabě Šemeta, jeho snoubenka Julija, jednooká stařena, hraběnka) mají vlastní hudební charakteristiku, intonace vedlejších postav (doktor, profesor, maršálek) jsou stylizované.
Mezi bezprostředními stylovými znaky hudby Medvěda je zmiňován minimalismus nebo – slovy kritika časopisu 7 menos dios – „minimalistický expresionismus“, i když sám skladatel odvozuje hypnotické, opakované a pozvolna měněné rytmy i melodie pohybující se v malých intervalech od litevské lidové hudby Rūta Goštautienė mezi charakteristické znaky v Medvědovi zahrnuje opakování a transpozici typické pro minimalismus, polyfonické kontrasty podobné modernismu a kolážové techniky a mimohudební formy spojené s postmodernismem. Kritici při hledání paralel a inspirací zmiňovali řadu nejrůznějších skladatelů: Eduarda Tubina, Aulise Sallinena, Aarra Merikanta, Leeviho Madetoju, a celkově proud zvaný Nová severská prostota, Clauda Debussyho, Albana Berga, Giuseppe Verdiho, Bohuslava Martinů a Igora Stravinského, celkově polskou a ruskou operní tradici a podobně.
Opera trvá asi 95 minut.

## Osoby a první obsazení
| osoba                                | hlasový obor  | obsazení první inscenace                              |
| ------------------------------------ | ------------- | ----------------------------------------------------- |
| Profesor z Královce                  | bas           | Vladimiras Prudnikovas, Liudas Norvaišas              |
| Hrabě Šemeta                         | baryton       | Vytautas Juozapaitis, Giedrius Žalys                  |
| Hraběnka, jeho matka                 | mezzosoprán   | Inesa Linaburgytė, Laima Jonutytė                     |
| Julija, snoubenka hraběte            | soprán        | Irena Zelenkauskaitė-Brazauskienė, Regina Šilinskaitė |
| Doktor                               | tenor         | Audrius Rubežius, Kęstutis Alčauskis                  |
| Jednooká stařena                     | zpěvačka      | Veronika Povilionienė, Laima Domikaitė                |
| Maršálek                             | baryton       | Arūnas Malikėnas, Arvydas Markauskas                  |
| Dvojník hraběte                      | baryton       | Mindaugas Žemaitis, Giedrius Žalys                    |
| Prančiskus, němý sluha               | němá role     | Česlovas Stonys                                       |
| Sólistka v epilogu                   | zpěvačka      | …                                                     |
| Sólista v epilogu                    | mluvená role  | …                                                     |
| Svatební hosté (sbor); raccí (balet) |               |                                                       |
| Dirigent:                            | Dirigent:     | Martynas Staškus                                      |
| Režie:                               | Režie:        | Jonas Jarušas                                         |
| Výprava:                             | Výprava:      | Mindaugas Navakas                                     |
| Kostýmy:                             | Kostýmy:      | Sandra Straukaitė                                     |
| Choreografie:                        | Choreografie: | Andželika Cholina                                     |
| Sbormistr:                           | Sbormistr:    | Česlovas Radžiūnas                                    |

## Děj opery

### 1. dějství
(Les obklopující Medintilčský zámek.) Sbor zpěvem a kolovým tancem zaříkává zlého ducha, aby opustil mozek a žíly vznešeného hraběte Šemety (sbor Aš einu tą piktąją dvasią pravaryti). Je slyšet hluk přijíždějícího vozu a ržání koní.
(Knihovna v zámku hraběte Šemety. Na zdi visí velká medvědí kožešina.) Na zámek dorazil profesor lingvistiky a teologie z Královce, dávný přítel zesnulého starého hraběte Šemety, otce nynějšího majitele zámku. Profesor popisuje strastiplnou cestu nehostinným a divokým Žemaitskem (árie Ilga kelionė per žemaičių žemę). Je překvapen, že jej sluha Pranciškus vítá mlčky a neodpovídá mu na otázku, kdy uvidí zámeckého pána. Profesorovu pozornost upoutá kniha, kterou dlouho hledal – Catechismus Samogiticus'.
Do knihovny vjíždí na kolečkovém křesle muž, který se představuje jako osobní lékař staré hraběnky a vysvětluje svůj stav válečným zraněním. Vítá profesora a omlouvá pro dnešní večer hraběte Šemetu, jehož trápí migréna; namísto něj s návštěvou povečeří sám. Dále vysvětluje, že Pranciškus je němý, ale zcela oddaný hraběnce; kdysi jí zachránil život ve velkém nebezpečí, ale přitom ztratil řeč. Nynější hrabě Šemeta, který se á za tři dny ženit, je podivín: celé dny tráví lovem v lesích, jeho mysl často bloudí kdovíkde, a kdykoli se vrátí od své snoubenky Julije, má velké migrény a tíží ho jakési temné myšlenky. Stará hraběnka má zcela nevysvětlitelnou a nevyléčitelnou nemoc: brzy po svatbě ji na lovu uchvátil velký medvěd, sluha ji zachránil, ale ona se při tom pomátla na rozumu (vyprávění doktora Džiugu sulaukus šitokio garbingo svečio a monolog profesora o fobiích Visokių baimių būna).
Do místnosti vtrhne hraběnka ozbrojená nože, divoce bodá do medvědí kůže a slibuje zvířeti pomstu, pak volá na pomoc Pranciškuse (árie Aš tau atkeršysiu, žvėrie!). Doktor se k ní blíží s nůžkami a vyhrožuje jí, že jí ostříhá vlasy, pokud se neuklidní. Hraběnka mu vyděšeně uniká, domnívá se, že je těhotná, a proklíná dítě ve svém lůně. Vrhá se pak na lékaře s nožem, ale nakonec se sama poraní na zápěstí. Pranciškus a lékař ji ošetřují a odvádějí. Profesor zůstává na místě šokován takovým násilím a utrpením.
Profesor se snaží začíst do knihy, kterou našel, ale zaznívá k němu hlas jednooké stařeny (píseň Aš turėjau austus šarkus). Zdá se mu, že zámkem bloudí duše jeho přítele starého hraběte, jež nemůže dojít odpočinku. Píseň jednooké stařeny jej uspává. Vzbudí jej zvuk kopyt a ržání. V okně se objeví tvář muže v černém se zářícíma žlutýma očima. Vyděšený profesor volá o pomoc. Pranciškus přibíhá, ale nenašed nic podezřelého zase odchází.
(Ložnice hraběte.) Ve své ložnici si hrabě před zrcadlem holí hruď. Jeho dvojník (zrcadlový obraz) se jej vyptává na to, proč hrabě vypadá tak zlý a chladný jako „vrahův nůž“, proč jej jeho vlastní matka nenávidí, proč tak miluje lesy a lov a jaký ho to jímá nepřekonatelný pud, když uvidí krev. „Kdo jsi, když vykonáváš cizí vůli?“ Hrabě nemá na tyto otázky odpověď, bojí se o Juliji a má strach ze sebe sama (duet Aštrus ir šaltas žvilgsnis).
Pranciškus uvádí k hraběti profesora. Hrabě jej vítá a děkuje mu za to, že vyslyšel jeho pozvání a přijel. Profesor je zaražen, když mu hrabě na uvítanou tiskne ruku v černé rukavici, a zmiňuje svůj pocit, že v zámku straší. Hrabě se domnívá, že to jsou staří pohanští bohové, a nabízí profesorovi rychlou noční vycházku ke své snoubence.
(Les.) V lese je slyšet hlasy (sbor Koks žydras). Hrabě a profesor míjejí Pranciškuse, který sbírá houby, a hrabě sluhu varuje před jedovatými hřiby, které by mohly hraběnku otrávit. Profesor se zmiňuje o tom, že slyšel o Julijině kráse, ale hraběte na Juliji vábí především její bílá pleť a pulsující tepny pod ní (árie Mane žavi jos balta oda).
(Hlubší les.) V hloubi lesa Pranciškus a jednooká stařena sedí u ohně; on probírá houby a ona zpívá svou píseň. Když se u nich hrabě a profesor zastaví, sluha sebere houby a rychle zmizí, zatímco stařena na návštěvnících vyžebrá pár mincí a tabák do dýmky. Je slyšet sbor opakující zaklínání proti zlému duchu a stařena nabízí hraběti, že mu z popela vyčte budoucnost. Hrabě jí neochotně zaplatí a ona jej varuje: pán trpí nebezpečnou žízní po něčem jiném než vodě a měl by se na rozcestí dát ne nalevo – Julija není pro něj – ale napravo, kde divá zvěř hledá svého nového vůdce (árie Ko ješkai? Ką naktim medžioji?). Rozzlobený hrabě táhne profesora pryč, ten je věštbou i temným hvozdem rozrušen a vítá, když se blíží kraj lesa.
(Okraj lesa, Julijin domov.) Na palouku tančí bílí rackové (balet). Juliji, jež sedí na houpačce, tíží obavy a smutek. Volá na pomoc rusalku, svou sestru, bojí se lásky svázané s bolestí – ona chce lásku bez utrpení, slunce a smích (árie Mano šaltoji sesuo undine, tau skada). Sbor zpívá píseň „Medvědice jako medvěd“ (Meška su lokiu).
K dívce přicházejí hrabě a profesor, Julija je hostí, žertuje s nimi a tančí jim naboso „rusalčí tanec“. Přitom si zraní nohu o střep z rozbité sklenice. Hrabě přitiskne rty na její ránu, Julija se mu snaží vymanit. Vysvobodí ji Pranciškus, který posunky volá hraběte, aby se vrátil domů – hraběnce se přitížilo. Hrabě se loučí s Julijí a připomíná jí nedělní svatbu. Když s profesorem odejde, zmocňuje se Juliji znovu strach: zahlédla ve snoubencových očích opět zlý žlutý lesk.

### 2. dějství
(Knihovní sál na zámku, vyzdobený ke svatební hostině.) Hosté se scházejí. Podivují se, že se samotářský hrabě Šemeta rozhodl oženit – a navíc v den zatmění Měsíce, tančí a komentují pařížský úbor a bledost nevěsty (sbor Sveiki, sveiki… Seniai matyti, polonéza a sbor Panelė Julija – girdėjot? ... Grafas Šemeta – vienšius, atsiskyrėlis). Mezi svatebčany jsou i profesor a doktor, který všechny pobízí k pití na zdraví novomanželů. Jen hraběnka chybí, má dnes zvláště silný záchvat.
Do všeobecného veselí vtrhne stará hraběnka. Při pohledu na Juliji v bílých šatech se jí připomene její vlastní svatba, domnívá se, že vidí medvěda unášet ženu do hloubi lesa, a volá na Pranciškuse, aby jej střelil přímo do srdce (árie Lokys! Lokys!). Doktor ji uchopí za zápěstí a zneškodní, hosté komentují událost (sbor Kas ji, toji beprotė?), zatímco doktor plní svou hrozbu a stříhá hraběnce vlasy. Současně však hraběnčin výstup považuje za špatné znamení.
Hrabě se omlouvá hostům, vyzývá je k pokračování v hostině a žádá o slovo vzácného hosta, maršálka. Maršálek drží nábožný proslov ke snoubencům a nasazuje nevěstě věnec a ženichovi korunu (árie Laudater Jesus Christus). Profesor pak předříkává hraběti a Juliji slova manželského slibu a ti je po něm opakují (tercet Jaunasis Grafe ir jaunoji Julija). Hosté pak zpívají píseň o bratrské lásce ze starého žaltáře (sbor Širdimis susigiedokim). Pak profesor dává novomanželům prsteny. Hrabě pronáší přípitek nevěstě a Julija se přidává (přípitek Už mus! Už mano Juliją!).
Doktor pak podle tradice navrhuje přípitek ze střevíce nevěsty. Hrabě jej Juliji zouvá a je fascinován zaschlou krůpějí krve, která na něm zbyla poté, co si dívka poranila chodidlo o střep. Zatímco nevěstin střevíček koluje, hrabě myslí na její krev, „horkou a hustou jako madeirské víno“. Julija, klopýtajíc bez střevíce, se snaží utišit své rozrušení a neblahou předtuchu, stále však doufá, že její láska ozdraví churavou duší hraběte (árie Nurimk, širdie!).
Kapela dřevěných dechových nástrojů hraje taneční hudbu, hosté se divoce baví. Když veselí dosáhne vrcholu, vstoupí do sálu jednooká stařena s hrncem popela. Tvrdí, že tento sňatek je požehnán ďáblem, a předpovídá manželům, že budou nerozlučně spojeni – ale na onom světě, a to již dnešní noci. Nevšímá si údivu svatebčanů ani toho, že ji maršálek vyhání, a vytýká hraběti, že neuposlechl její rady. Podá Pranciškusovi stříbrnou kuli a rozbije hrnec s popelem, pak zmizí (scéna se zpěvem jednooké stařeny Vestuvės, ir be piršlio?!).
Hosté pokračují v divoké oslavě a tanci (sbor Lygios lankos, sraunios upės… Ant to medžio juodos uogos).
Tu zvenčí zazní výstřel. Doktor se rychle vyjede podívat do zahrady, přikvapí Pranciškus. Lékař se vrací s Julijiným tělem v náručí, nevěsta má rozsápané hrdlo. Doktor potvrzuje, že je mrtva a že ji napadlo jakési divoké zvíře. Hosté jsou zkamenělí hrůzou.
Vstupuje hraběnka ve starodávných svatebních šatech a s ručnicí; objeví se i hrabě s poraněnou nohou, pronásledován Pranciškusem. Hrabě jako pronásledované zvíře se choulí k medvědí kůži. Pranciškus podá stříbrnou kouli hraběnce. Ta vidí ve svém synovi medvěda, který opět přišel na svatbu a byl raněn, když si odnášel kořist (árie Lokys! Ir vėl per mano vestuves). Proto po něm vystřelí. Hrabě klesá mrtev k zemi, strhnuv kůži se stěny tak, že jej zakrývá.
(Epilog) Profesor s cestovní brašnou odchází, zatímco sólista čte poslední strany Mériméovy povídky Lokis (ve francouzštině). Sbor zpívá rozloučení (sbor Aš kartoju kaip maldą kvartalams).

## Instrumentace
Dvě flétny, dva klarinety, dva hoboje, dva fagoty; čtyři lesní rohy; tři trubky, tři pozouny, tuba; tři bicí soupravy; dva klavíry; cembalo; varhany; smyčcové nástroje (housle, violy, violoncella, kontrabasy); zvukový záznam.

## Nahrávka
- 2001 (CD Ondine Inc., 2002, ODE 1021-2D). Zpívají: (profesor) Vladimiras Prudnikovas, (hrabě) Vytautas Juozapaitis, (hraběnka) Inesa Linaburgytė, (Julija) Irena Zelenkauskaitė-Brazauskienė, (doctor) Audrius Rubežius, (jednooká stařena) Veronika Povilionienė, (maršálek) Arūnas Malikėnas, (dvojník hraběte) Giedrius Žalys, (Prančiskus) Česlovas Stonys, (sólistka) Vida Sinkievičiūtė, (sólista) Miroslav Stasilo. Sbor a orchestr Litevského národního divadla opery a baletu řídí Martynas Staškus.[1]